# Hans-Urs Wili
Hans-Urs Wili (* 1949) ist ein Schweizer Jurist.
Wili promovierte 1988 an der Universität Bern über Kollektive Mitwirkungsrechte von Gliedstaaten in der Schweiz und im Ausland. Er leitete bis 2016 die Abteilung Volksrechte der Schweizerischen Bundeskanzlei. Im Ausland wirkt er als Wahl- und Abstimmungsexperte sowie Sachverständiger an Hearings von Verfassungsreformen. In seinen Schriften befasst er sich besonders mit dem Bundesverfassungsrecht. Er ist im Beirat der Schweizer Demokratiestiftung. Er lebt in Aarberg.